# Hamoun
Hamoun, eller Hamun, (persiska: هامون) är en iransk dramafilm från 1990 i regi av Dariush Mehrjui, med Khosrow Shakibai och Bita Farrahi i huvudrollerna. Den handlar om en medelklassman, Hamid Hamoun, som går igenom en livskris efter att hans individualistiska hustru begär skilsmässa. Filmen innehåller flera drömscener där Hamid längtar efter en mystisk lärare från sin ungdom.
Mehrjui skrev manuset före iranska revolutionen 1979. Han försökte skildra den dragning till andlighet och religiositet som fanns inom medelklassen i upptrappningen till revolutionen. Drömskildringarna och den ibland absurda humorn har lett till liknelser med Federico Fellinis filmer. År 1997 röstade en grupp iranska filmkritiker fram Hamoun som den bästa iranska filmen någonsin.

## Medverkande
- Khosro Shakibai som Hamid Hamoun
- Bita Farahi som Mahshid
- Ezzatolah Entezami som Dabiri
- Sedigheh Kianfar som sjuksyster
- Turan Mehrzad som Mahshids mor
- Jalal Moghadam som Dr. Samavati
- Fathali Oveisi som doktorn
- Amrollah Saberi som Hamouns chef
- Hossein Sarshar som Salimi